# Orden vom Heiligen Kreuz
Kreuzherren, auch Kreuzbrüder, offiziell Regularkanoniker des Ordens vom Heiligen Kreuz (lateinisch Ordo sanctae crucis; Ordenskürzel OSC oder OCruc), sind eine Ordensgemeinschaft in der römisch-katholischen Kirche.

## Geschichte

### Gründung und Ausbreitung im 14. Jahrhundert
Der kleine christliche Orden der Regularkanoniker vom Heiligen Kreuz wurde gemäß der ordenseigenen Überlieferung 1211 durch den Kanoniker Theodorus von Celles mit vier Gefährten in Huy an der Maas gegründet. Die Ordensdevise lautet: In Cruce Salus („Im Kreuz ist Heil“).

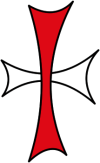
Symbol des Ordens vom Heiligen Kreuz

Der Orden richtet sein Leben nach der Regel des hl. Augustinus aus, damit zählen die Kreuzherren zu den augustinischen Orden. Papst Innozenz IV. erkannte den Orden 1248 offiziell an. Dabei erhielt der neue Orden die Auflage, zur Regelung der Lebensweise neben der Augustinusregel in großen Teilen die Statuten der Dominikaner zu übernehmen, einschließlich deren Missale und Stundengebet.
1287 erwarb der Kreuzbruder Johannes von Eppa in Köln die Gebeine der hl. Odilia von Köln, einer Gefährtin der hl. Ursula von Köln, wodurch der Orden in Deutschland bekannt wurde. Die hl. Odilia wurde zur Patronin des Ordens erhoben und ins Mutterkloster nach Huy überführt.
Eine Ausbreitung erfuhr der Kreuzherrenorden im 13. und 14. Jahrhundert durch Neugründungen von Klöstern in den Niederlanden, in Frankreich und England, im Rheinland und in Westfalen. Das Generalkapitel wurde jährlich im Mutterkloster in Huy gehalten. Das Abendländische Schisma spaltete auch den Kreuzherrenorden.

### Ordensreform im 15. Jahrhundert
Von der Reformbewegung im spätmittelalterlichen Ordenswesen wurde der Kreuzherrenorden schon früh erfasst. Die geistliche Reformbewegung der „Devotio moderna“ übte wesentlichen Einfluss auf die Kreuzherren aus. 1410 beschloss das Generalkapitel in Huy eine gründliche Reform des ganzen Ordens. Die dadurch angestoßene Observanzbewegung erfasste nach und nach die Klöster des Ordens, außer jenen, die in England lagen.
Papst Innozenz VIII. genehmigte 1488, dass der Kreuzherrenorden künftig nicht mehr der bischöflichen Jurisdiktion unterstehen sollte. Damit wurden die Kreuzherren zu einem exemten Orden. Der Ordensgeneral leitete den Orden. Er war stets Prior des Mutterklosters in Huy. Bei der Leitung des Ordens wurde er von vier Definitoren unterstützt. Jährlich traf sich in Huy das kollegiale Leitungsorgan des Ordens, das Generalkapitel. Jeder Prior eines Kreuzherrenklosters war geborenes Mitglied des Generalkapitels, die Klöster konnten weitere Kreuzherren als ihre Vertreter im Generalkapitel abordnen.
Die Kreuzherren des 15. Jahrhunderts übten kaum aktive Seelsorge aus, die Klöster waren überwiegend kontemplativ ausgerichtet. Dem Orden waren nur wenige Pfarreien inkorporiert. Etliche Klöster betreuten allerdings Hospitäler, die oft wichtige Herbergen für Reisende waren, da sie an bedeutenden Pilgerwegen lagen. An vielen Klosterkirchen waren fromme Bruderschaften errichtet, die ebenfalls von den Kreuzherren betreut wurden.
Der Orden unterschied in den Konventen drei Stände:
- Priester-Chorherren – zuständig für Gottesdienst, Seelsorge, Leitung und Verwaltung.
- Konversen-Laienbrüder – zuständig für die handwerkliche Arbeit.
- Donaten-Laienbrüder – ebenfalls für handwerkliche Arbeiten zuständig; sie führten eine den Konversen ähnliche Lebensweise, legten aber ihre Gelübde nicht auf den Gesamtorden, sondern auf ein bestimmtes Kloster ab.

### Reformation und katholische Reform – 16. und 17. Jahrhundert
Die Folgen der Reformation brachten den Kreuzherrenorden in große Bedrängnis. Schon 1524 bestimmte das Generalkapitel, dass ein Kreuzherr die Schriften Martin Luthers weder lesen noch besitzen dürfe. Durch eine kraftvolle Leitung des Ordens versuchte der Ordensgeneral, die reformatorischen Einflüsse auf die Kreuzherren abzuwehren.
Aufgrund der politischen Folgen der Reformation wurden in den nördlichen Niederlanden zwölf Kreuzherrenklöster aufgehoben. Bedingt durch die Klosteraufhebungen Heinrichs VIII. gingen alle englischen Niederlassungen der Kreuzherren unter. In Deutschland zog sich der politisch bedingte Prozess der Klosteraufhebungen bis zum Dreißigjährigen Krieg hin. Aufgehoben wurden die Klöster Höhnscheid (1527), Pedernach (1552), Osterberg (1527, endgültig 1633) und Falkenhagen (1596).
Neues Augenmerk wurde auf die Errichtung lateinischer Schulen gerichtet, angeregt durch den Gedanken des Humanismus.

### Säkularisation und Neubeginn im 19. Jahrhundert
Hatte der Kreuzherrenorden durch die Folgen der Reformation in England, in den nördlichen Niederlanden und in Westfalen schon etliche Klöster verloren, wurden fast alle Klöster zu Beginn des 19. Jahrhunderts aufgehoben. Kaiser Joseph II. ließ im Bereich des heutigen Belgien Kreuzherrenklöster aufheben, die französischen Kreuzherren fegte die Französische Revolution hinweg. Im französisch besetzten Rheinland erfolgte die Aufhebung der Kreuzherrenklöster und anderer Klöster in den vier linksrheinischen Départements 1802 mit einer Verordnung der französischen Regierung. 1796 wurde das Mutterkloster „Clairlieu“ in Huy an der Maas aufgelöst. Zwischen 1802 und 1814 wurden als Folge der Säkularisation alle Kreuzherrenklöster in Deutschland aufgehoben. 1840 waren nur noch die Aussterbeklöster St. Agatha und Uden in den Niederlanden übrig. Dort lebten noch vier Kreuzherren. Von dort aus lebte der Orden wieder auf.

### Die Kreuzherren als internationaler Orden – 20.Jahrhundert

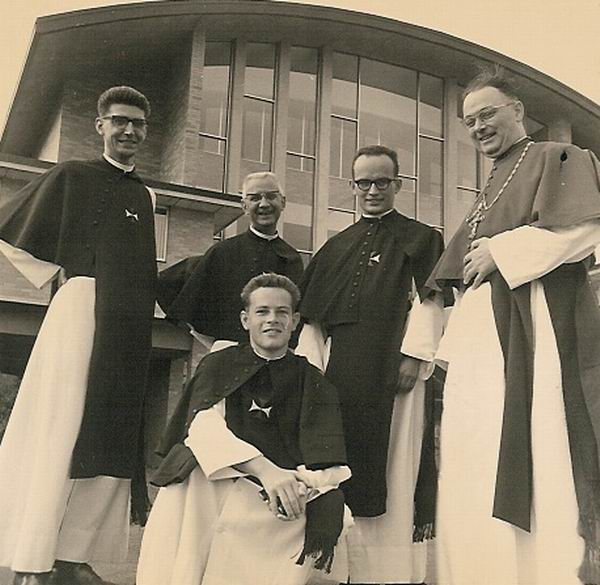
Kreuzherren 1964

1953 kehrten die Kreuzherren auf Bitten von Kardinal Frings nach Deutschland in das Erzbistum Köln zurück. Zunächst wurde ein Kloster in Wuppertal-Elberfeld gegründet und das Kloster Ehrenstein (Wied) wiederbesiedelt. 1964 kehrten die Kreuzherren nach Wuppertal-Beyenburg zurück. Teile der Reliquien der hl. Odilia wurden aus Belgien zur Beyenburger Klosterkirche überführt. Die Klostergründungen des 20. Jahrhunderts in Wuppertal-Elberfeld, Ehrenstein, Bonn-Beuel, Ratingen, Neuss und Essen hatten aus Nachwuchsmangel keinen dauerhaften Bestand. Seit 2008 ist einzig das Kloster Steinhaus in Wuppertal-Beyenburg noch von Kreuzherren bewohnt.

### Im neuen Jahrtausend – 21. Jahrhundert
Der Orden wurde 1957 in die Provinzen St. Augustinus in den Niederlanden (zzgl. Indonesien, Brasilien und Deutschland), Sel. Theodorus von Celles in Belgien (zzgl. Kongo-Kinshasa) und St. Odilia in den USA (zzgl. Neuguinea) gegliedert. 1969 wurde Brasilien zur Provinz erhoben, 1977 erfolgte die Provinzerhebung der Region Indonesien. 1981 kam Deutschland, bisher Region der Niederlande, als Pro-Provinz hinzu. Im Jahr 2000 wurden die drei europäischen Provinzen zur Provinz des Seligen Theodorus von Celles (Europa) zusammengelegt, zu der ordensrechtlich auch die Region Kongo zählt. Ohne die Region Kongo und das Generalat in Rom, gehören zur europäischen Provinz 108 Kreuzherren.
Im Jahre 2025 leben in Deutschland nur noch zwei Kreuzherren. Ein Kreuzherr lebt im Kloster Steinhaus in Wuppertal-Beyenburg, ein weiterer Kreuzherr wohnt in Niedersachsen.
Zu Beginn des Jahres 2007 umfasst der Kreuzherrenorden 444 Mitglieder in 53 Niederlassungen, verteilt auf die Länder Belgien, Brasilien, Deutschland, Italien (Generalat in Rom), Indonesien, Kongo (Kinshasa), Niederlande, Österreich und USA.
Zum gegenwärtigen Ordensgeneral – dem 58. Ordensgeneral in der Geschichte der Kreuzherren – wurde 2015 Pater Laurentius Tarpin (* 1969, in Cisantana, Westjava, Indonesien) gewählt, sein Vorgänger war von 2003 bis 2015 der US-amerikanische Pater Glen Adrian Lewandowski. Provinzial der Europäischen Provinz ist Peter Snijkers.
Die Universitas Katólika Parahyangan in Bandung auf Java wurde 1955 von Ordensmitgliedern gegründet.

## Bestehende Klöster

### Deutschland
- Kloster Steinhaus in Wuppertal-Beyenburg, gegründet 1298, säkularisiert 1804, wieder mit Kreuzherren besetzt 1964.

### Niederlande
- Kloster Sint Agatha in Cuijk

## Ehemalige Klöster
- Aachen (1371–1802)
- Bentlage (1437–1803)
- Brandenburg bei Aachen (1477–1784)
- Brüggen (1479–1802)
- Duisburg (1498–1814)
- Dülken (1479–1802)
- Düsseldorf (1438–1795)
- Ehrenstein (Wied) (1487–1812; 1953–1969; 1973–1998)
- Emmerich (1487–1811)
- Falkenhagen (1432–1596)
- Glindfeld bei Medebach (1499–1804)
- Helenenberg (1485–1802)
- Hohenbusch bei Erkelenz (1302–1802)
- Höhnscheid bei Ippinghausen (1468–1527)
- Köln, Streitzeuggasse (1307–1802)
- Marienfrede bei Dingden (1444–1812)
- Osterberg bei Osnabrück (1432–1527/1633)
- Pedernach bei Rhens (1497–1552)
- Schwarzenbroich bei Langerwehe, Kreis Düren (1340–1802)
- Wegberg (1639–1802)
- Wickrath (1480–1802)
- Bonn-Augustinushaus (1964–1969)
- Bonn-Beuel/Limperich (1960–2005)
- Essen-Haarzopf (1974–1989)
- Essen-Kettwig (1972–1996)
- Neuss (1967–1977)
- Ratingen-Breitscheid (1960–1985)
- Ratingen-Lintorf (1968–2006)
- Wuppertal-Elberfeld / St. Laurentius (1970–1995)
- Wuppertal-Elberfeld / St. Ursula (1953–2005)
- Wuppertal-Hahnerberg (1955–1985)